# Langé
Langé là một xã ở tỉnh Indre khu vực trung bộ Pháp. Xã này có diện tích 20,63 km², dân số thời điểm năm 1999 là 293 người. Khu vực này có độ cao trung bình 110 mét trên mực nước biển.